# إستر فرنانديز
إستر فرنانديز (بالإسبانية: Esther Fernández)‏ هي ممثلة مكسيكية، ولدت في 23 أغسطس 1917 في المكسيك، وتوفيت في 21 أكتوبر 1999 بمدينة مكسيكو في المكسيك.

## وصلات خارجية
- إستر فرنانديز على موقع IMDb (الإنجليزية)
- إستر فرنانديز على موقع قاعدة بيانات الفيلم (الإنجليزية)